# Ruthless Records
Ruthless Records ist ein Independent-Label aus Los Angeles. Es wurde 1987 von Eazy-E und Jerry Heller gegründet und gilt als Geburtsstätte des Gangsta-Rap.
Das Musiklabel promotete zunächst damals lokale Künstler wie die Rapper Dr. Dre, Ice Cube, MC Ren und DJ Yella, aber auch R'n'B-Sängerinnen wie Michel’le. Ein Jahr später gründete Eazy-E die Gruppe N.W.A. In den folgenden Jahren gehörten auch Above the Law, Bone Thugs-N-Harmony, The D.O.C., B. G. Knocc Out, Gangsta Dresta, und JJ Fad zum Label. Die Gruppe Black Eyed Peas unterzeichnete ihren ersten Vertrag ebenfalls bei Ruthless, wurden aber nie veröffentlicht, da ihre Texte und ihr Auftreten zu positiv und friedlich waren.
Nachdem Eazy-E 1995 an AIDS gestorben war, wurde das Label von seiner Frau Tomica Wright übernommen. Heute ist Ruthless Records ein Sublabel von Atlantic Records, die wiederum zur Warner Music Group gehören.

## Ehemalige Künstler
- Eazy-E
- Ice Cube
- Dr. Dre
- Bone Thugs-N-Harmony
- Dru Down
- Blood of Abraham
- J.J. Fad
- Dirty Red
- Kokane
- Hopsin
- Above the Law
- Yomo & Maulkie
- MC Ren
- Pistol
- Dresta
- B. G. Knocc Out
- NX
- The D.O.C.
- Kid Frost
- Baby S
- Blunts LLA
- Street Runnaz Click
- Michel’le
- Tab & Da Villon
- Tairrie B
- Rhythum D
- DJ Yella
- Apl.de.ap
- Stevie Stone
- Na'Sha
- Agina